# واله
واله، روستایی است از توابع بخش مرکزی شهرستان سوادکوه در استان مازندران ایران.

## جمعیت
این روستا در دهستان ولوپی قرار دارد و براساس سرشماری مرکز آمار ایران در سال ۱۳۸۵، جمعیت آن ۶۳ نفر (۲۱خانوار) بوده‌است.